# Humboldt-Pinguin
Der Humboldt-Pinguin (Spheniscus humboldti), auch Humboldtpinguin, gehört mit drei weiteren Arten, dem Brillenpinguin (Spheniscus demersus), dem Magellanpinguin (Spheniscus magellanicus) und dem Galápagos-Pinguin (Spheniscus mendiculus), zur Gattung der Brillenpinguine (Spheniscus). Mit 17 weiteren Pinguinarten gehört er der Ordnung Sphenisciformes und der Familie Spheniscidae an.

## Namensgebung und Entdeckung
Der Humboldtpinguin wurde 1834 von Franz Julius Ferdinand Meyen erstmals wissenschaftlich beschrieben. Meyen benannte den Pinguin eigenen Angaben zufolge nach dessen erstem Entdecker Alexander von Humboldt, der diese Art bereits während seiner Amerikareise 1799–1804 in der Gegend um Callao im heutigen Peru beobachtet haben soll.

## Morphologie
Der Humboldtpinguin ähnelt in seiner Erscheinung allen anderen Brillenpinguinen und erreicht eine Größe von bis zu 65 cm und ein Gewicht von 3,5 bis 5,9 kg, wobei das Durchschnittsgewicht 4 kg beträgt. Seine durchschnittliche Lebenserwartung liegt bei 16 Jahren. Wie alle Pinguine ist auch der Humboldtpinguin an ein Leben im Wasser hoch angepasst. Mit ihrem kurzen Schwanz und den weit nach hinten versetzten Füßen, die ihr einen aufrechten Gang ermöglichen, ähnelt diese Art vom Körperbau allen anderen Pinguinen. Das Gefieder ist in zwei Schichten aufgebaut. Die erste Federschicht ist abgeflacht und schützt das Tier vor äußeren Einflüssen wie Wind und Wasser, wogegen die zweite Schicht der Wärmeisolation dient.
Eine Unterscheidung zwischen den einzelnen Arten der Gattung Spheniscus ist anhand der unterschiedlichen Gesichtszeichnungen und Kehlbänder leicht möglich.
So ähnelt die schwarz-weiße Zeichnung des Humboldtpinguins der des ebenfalls in Südamerika beheimateten Magellanpinguins, weist jedoch einige deutliche Unterschiede auf. Dem Humboldtpinguin fehlt das schwarze Band, welches beim Magellanpinguin quer über den Hals läuft; dafür ist der u-förmige Bruststreifen etwas breiter. Im Bereich um den Schnabel hat der Humboldtpinguin keine Federn. Die rosarote Färbung dieser Partien erstreckt sich bis zu den Augen. Die Füße des Humboldtpinguins sind schwarz, die Schwimmhäute oft weiß gefleckt.

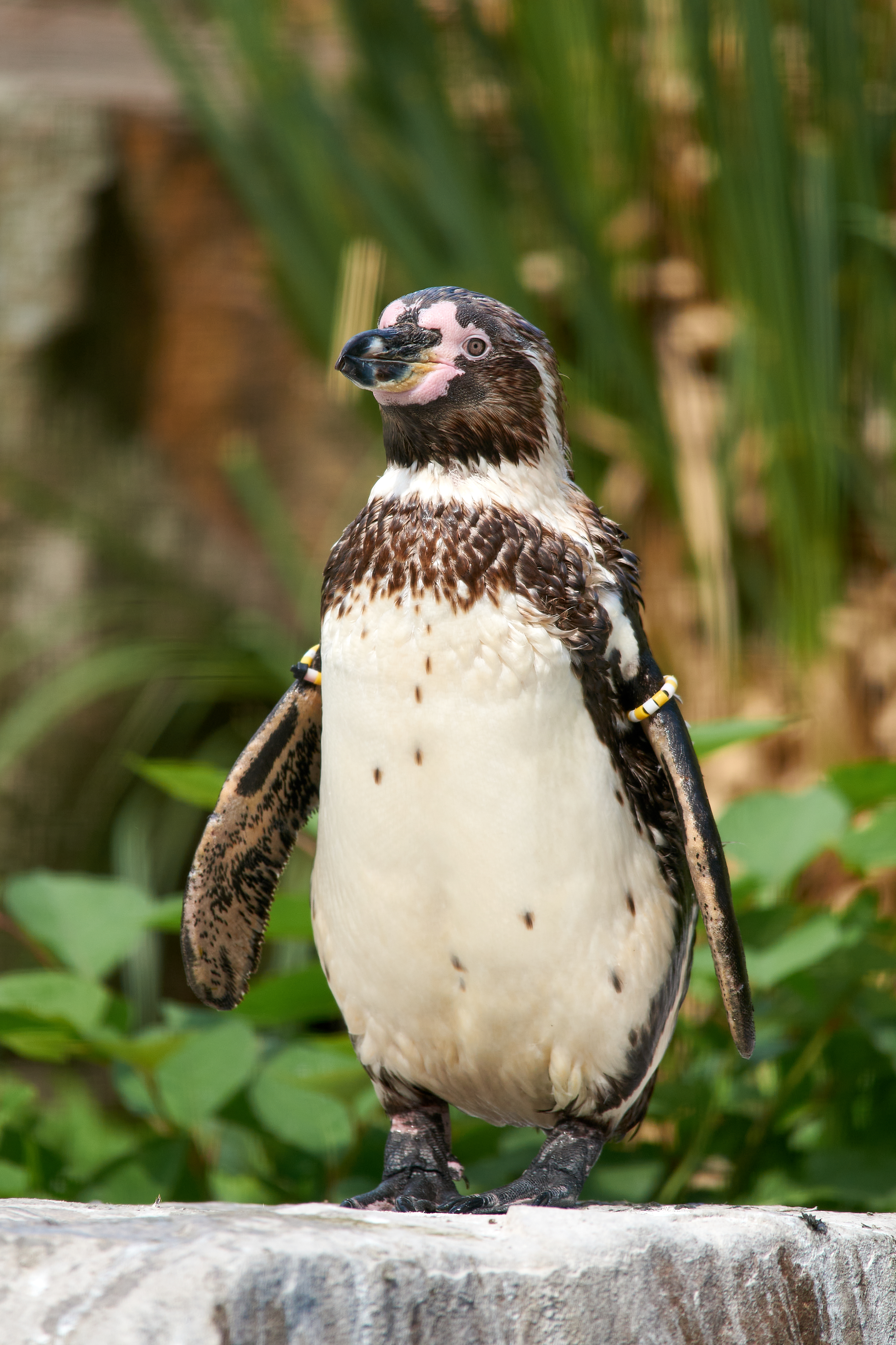
Humboldtpinguin (Spheniscus humboldti)
Magellanpinguin (Spheniscus magellanicus)
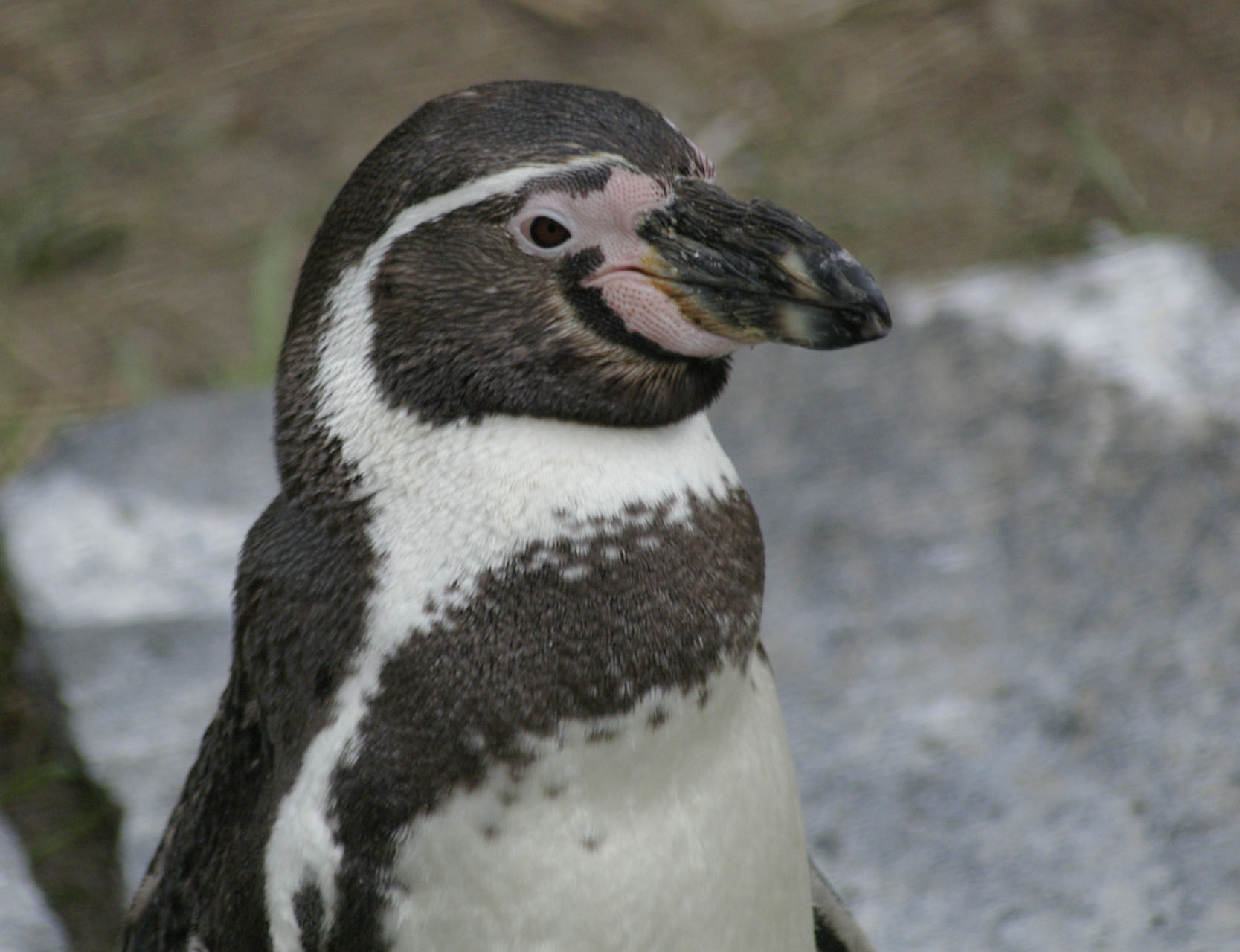
Detailansicht des Humboldtpinguins

## Lebensraum, Verbreitung, Nahrung und Fressfeinde

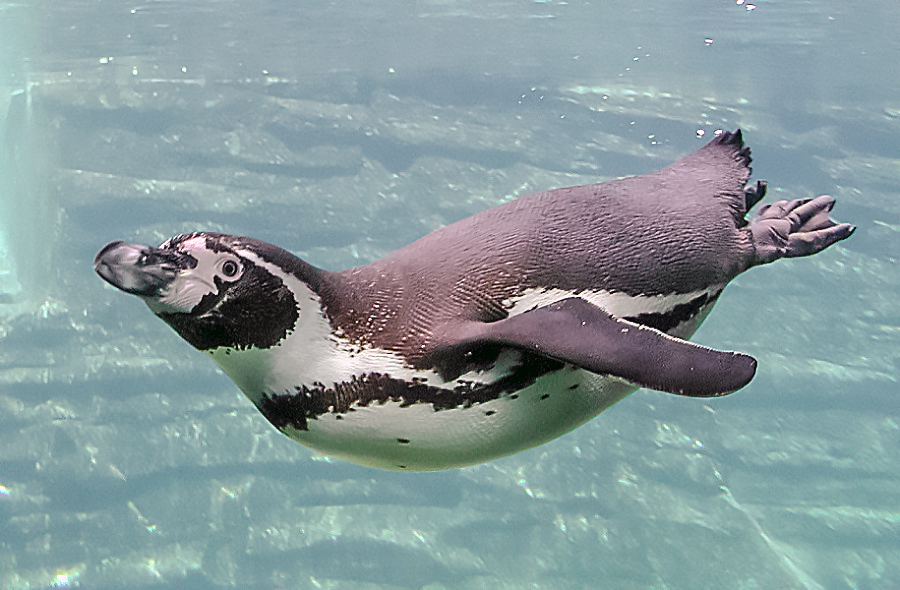
Ein Humboldtpinguin im Wasser

### Lebensraum und Verbreitung
Humboldtpinguine leben an den Pazifikküsten in Peru und Nordchile und auf den dort vorgelagerten Inseln entlang einer 4500 km langen Küstenlinie zwischen dem 5. und dem 42. südlichen Breitengrad. Dieses Gebiet ist vor allem vom nordwärts strömenden, kalten Humboldtstrom und von den auftretenden El-Niño-Erscheinungen beeinflusst. Robert Murphy spricht in der ersten Hälfte des 20. Jahrhunderts noch von einer Verbreitung des Humboldtpinguins zwischen dem 7. und dem 34. Grad südlicher Breite. Im Süden Chiles überschneiden sich die Verbreitungsgebiete von Humboldt-Pinguinen und Magellan-Pinguinen. Die maritime Verbreitung beschränkt sich lediglich auf küstennahe Gewässer in der Nähe der Brutkolonien, wobei die Tiere meist dem Humboldtstrom folgen.

### Nahrung und Nahrungssuche
Die Nahrung dieser Art besteht, wie bei allen Arten der Gattung Spheniscus, hauptsächlich aus schwarmbildenden, pelagischen Fischen in der Größe von 36–270 mm und Tintenfischen sowie Krustentieren. Die Beutetiere sind in erster Linie Sardellen und Makrelen. Auf ihren Jagdzügen tauchen die Pinguine maximal 55 m tief und erreichen dabei eine durchschnittliche Schwimmgeschwindigkeit von 5 km/h.

### Fressfeinde
Der Humboldt-Pinguin wird von südamerikanischen Seebären, Mähnenrobben, Schwertwalen und Haien gejagt.

## Fortpflanzung, Bestand und Gefährdung

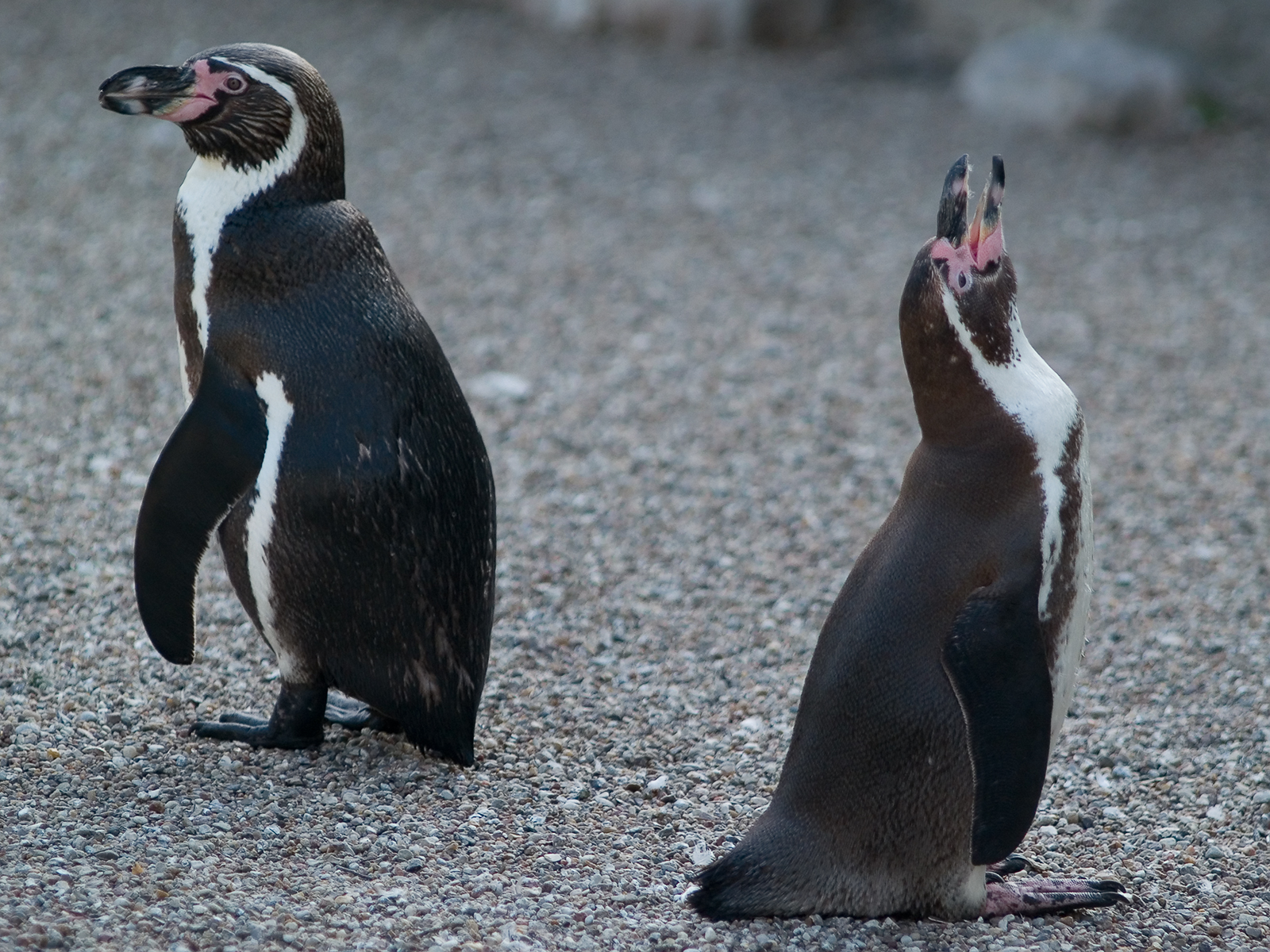
Humboldtpinguine

### Fortpflanzung

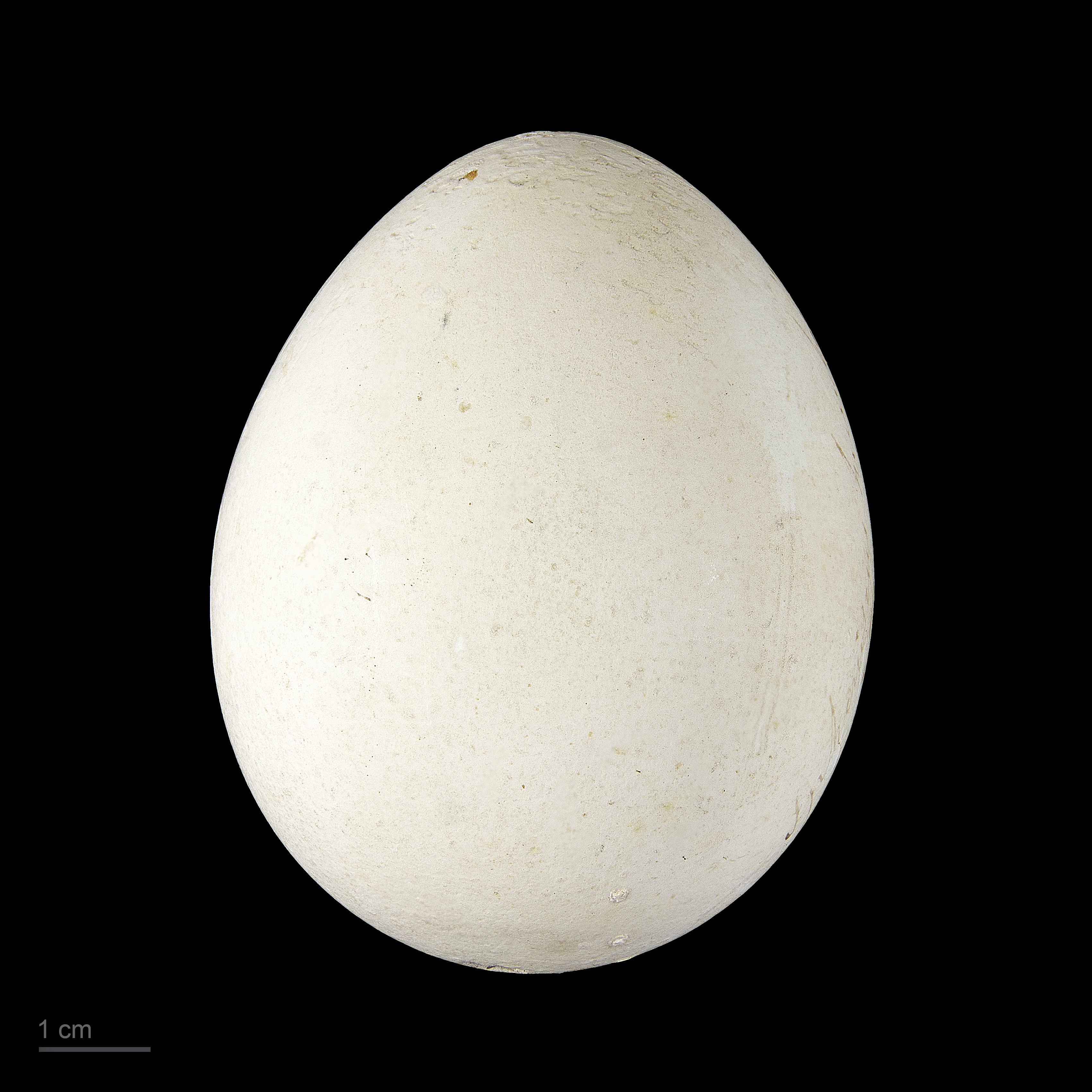
Ei von Spheniscus humboldti

Der Humboldt-Pinguin brütet zweimal jährlich, einmal im Frühjahr und einmal im Herbst, wobei die Bruterfolge im Herbst von klimatisch-meteorologischen Bedingungen stark beeinträchtigt werden. Humboldt-Pinguine sind weitgehend monogam; allerdings kann es nach nicht erfolgreicher Brut auch zu Partnerwechseln kommen. Das Gelege besteht aus zwei Eiern, die 40–42 Tage bebrütet werden.

### Bestand
Humboldt-Pinguine zählen laut IUCN zu den bedrohten Vogelarten und werden als „gefährdet“ eingestuft. Nach Zahlen aus dem Jahr 2000 wird der Bestand auf 3.300 bis 12.000 Individuen geschätzt. Die Populationsdichte des Humboldt-Pinguins variiert allerdings stark. Nach Zählungen aus dem Jahr 2003 sollen in Peru und Chile insgesamt 46.400 Tiere leben. Die Art ist in diesen Ländern gesetzlich geschützt.

### Gefährdung
Die Gründe für die Gefährdung dieser Art sind zahlreich. Neben menschlicher Bejagung in der Vergangenheit und Überfischung der Nahrungsgewinnung in heutiger Zeit war vor allem der intensive Abbau von Guano im 19. Jahrhundert schuld an der Abnahme der Bestände. Dies hatte den Verlust von geeigneten Brutplätzen und den Rückgang erfolgreicher Fortpflanzung zur Folge. Eine zusätzliche Bedrohung stellen die El-Niño-Erscheinungen an der Westküste Südamerikas dar. So hatten beispielsweise die letzten starken El-Niño-Ereignisse 1997/98 nachweislich starke negative Auswirkungen auf die Bestände.
Aufgrund der Gefährdung des Humboldt-Pinguins sind Nachzuchten in Tiergärten zur Arterhaltung äußerst wichtig. Erforschung und Nachzucht dieser Vögel (beispielsweise im Rahmen des Europäischen Erhaltungszuchtprogrammes (EEP)) sind mittlerweile zu festen Bestandteilen der Tierhaltung in Zoos geworden.

## Homosexualität bei Humboldt-Pinguinen
Große Medienpräsenz erlangten die Humboldt-Pinguine im Zoo am Meer in Bremerhaven und einige auch auf der Landesgartenschau in Winsen (Luhe). Als sich in einer größeren Gruppe der Tiere kein Zuchterfolg einstellte, weil die dort in der Überzahl lebenden Männchen sich teilweise untereinander paarten und dann versuchten, Steine auszubrüten, beschaffte man für die Paarung Pinguinweibchen aus dem schwedischen Tierpark Kolmården. In Protesten aus der Lesben- und Schwulenbewegung wurde der Zooleitung danach vorgeworfen, die homosexuellen Paare wären getrennt worden und man wolle die Tiere „zwingen“, sich mit Weibchen zu paaren. Die Zooleitung dementierte ein solches Unterfangen. Den Pinguinweibchen zum Trotz sind die „schwulen Pinguine“ einander treu geblieben.
Ein erneutes Medienecho fand im Juni 2009 die Aufzucht eines Kükens durch das im Zoo lebende schwule Pinguinpaar „Z“ und „Vielpunkt“. Tierpfleger hatten ein Ei, das von einem heterosexuellen Paar aus dem Gelege gestoßen wurde, in das Nest der homosexuellen Pinguine gelegt. Das Paar nahm das Ei an und brütete es abwechselnd aus. Nach 35 Tagen schlüpfte das Küken am 25. April 2009. Es wurde von den beiden Vätern im Nest bewacht und gefüttert, bis es schließlich „flügge“ wurde. Die Tierpfleger konnten in der Aufzucht keinen Unterschied gegenüber heterosexuellen Pinguinpaaren feststellen.
Im Januar 2022 wurde ein ähnlicher Fall eines erfolgreich von einem homosexuellen Paar bebrüteten Eies aus dem New Yorker Rosamond-Gifford-Zoo bekannt: Dort hatten Pfleger ein Ei in das Nest eines rein männlichen Pinguin-Paares platziert, da die leiblichen Eltern davor mehrmals Eier beim Brüten zerbrochen hatten.

## Verweise
1. 1 2 3 4 5 6 7  Daniel Gilpin: Pinguine. Parragon Books Ltd., ISBN 978-1-4075-0629-6.
2. ↑  Pia Heinemann: Warum es schwule Pinguine gibt. In: Die Welt online, 17. Juni 2009.
3. ↑  Elternglück: Schwule Pinguine adoptieren Küken. In: Spiegel online, 4. Juni 2009.
4. ↑  Gleichgeschlechtliches Pinguinpärchen brütet Küken aus. orf.at, 1. Februar 2022.